# Paceřice
Paceřice es una localidad del distrito de Liberec en la región de Liberec, República Checa, con una población estimada a principio del año 2018 de 330 habitantes. 
Se encuentra ubicada en la zona de los montes Jizera (Sudetes occidentales) y el río Jizera —un afluente derecho del río Elba—, y cerca de la frontera con Polonia y Alemania.